# Mary Amiri
Mary Amiri (n. 6 septembrie 1971 în Frankfurt am Main) este o moderatoare TV germană.
Ea este moderatoare din anul 2002 la postul TV, VOX. Mary după liceu a studiat sociologie, a fost moderatoare la postul Hessischen Rundfunk. În iunie 2008 se lasă fotografiată pentru o revistă playboy.